# European Internet Foundation
De European Internet Foundation (EIF) is een onafhankelijke non-profit instelling die de leden van het Europees Parlement in hun inspanningen om beleid en regelgeving met betrekking tot het internet vorm te geven ondersteunt. 
De organisatie bestaat om begrip te bevorderen tussen de leden van het Europees Parlement over de ontwikkelingen in informatie- en communicatietechnologie. Het herbergt een continu programma van live-debatten, speciale projecten en interactieve communicatie-activiteiten, met sprekers uit de hele wereld, grotendeels op de locatie van de Europees Parlement in Brussel.

## Geschiedenis en lidmaatschap
De EIF werd opgericht in maart 2000 door de leden van het Europees Parlement: James Elles, Erika Mann en Elly Plooij-van Gorsel. De huidige voorzitter is Pilar del Castillo.
Het wordt geleid en bestuurd door de politieke leden die allen gekozen leden van het Europees Parlement zijn. Lidmaatschap van de European Internet Foundation staat open voor alle huidige leden van het Europees Parlement. De stichting is voornamelijk gefinancierd via lidmaatschapsgelden ten laste van bedrijven en geassocieerde leden, waaronder een kern van vooraanstaande Europese e-bedrijven. Lidmaatschap is open op basis van een progressieve, niet-discriminerende vergoedingsbasis voor ieder naar behoren samengestelde commerciële entiteit of belangenorganisatie die de oprichtingsprincipes ondersteunt.